# Powerhouse Museum

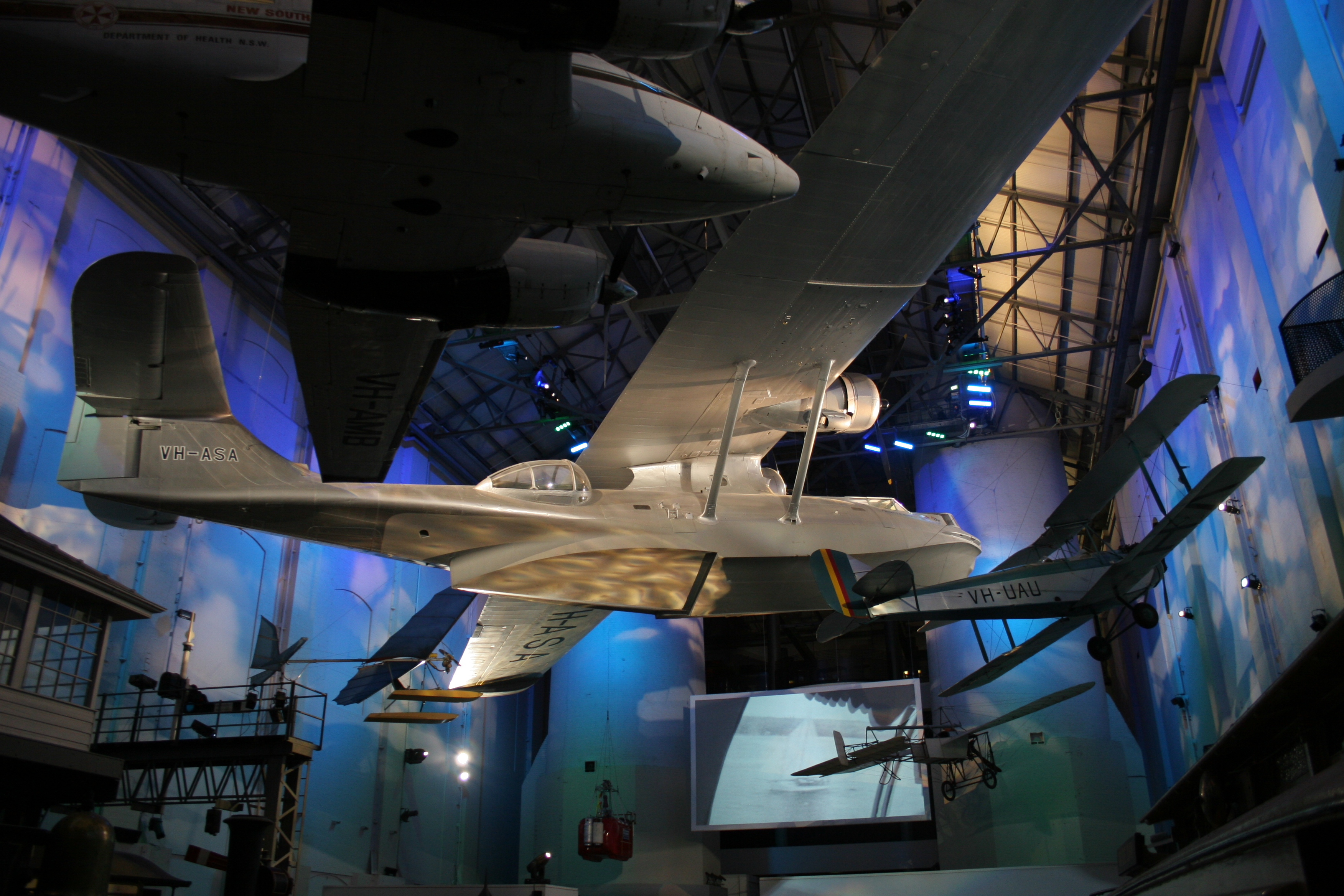
Flugzeuge im Powerhouse Museum

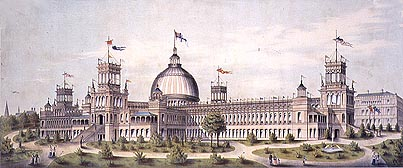
Garden Palace

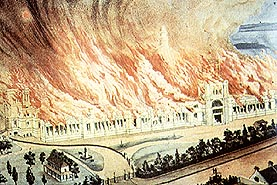
Der Brand des Garden Palace

Das Powerhouse Museum in Sydney gilt als Australiens größtes und bekanntestes Museum und beherbergt Ausstellungsstücke zu zahlreichen Entdeckungen und Erfindungen des menschlichen Geistes.
Auf etwa 20.000 m² werden 22 Dauer- und mehrere Sonderausstellungen gezeigt. Das Museum verfügt über Exponate zu Themen wie Geschichte, Wissenschaft, Technik, Design, Verkehr, Weltraumforschung und Musik. Da bei der Erwerbung größerer Sammlungen oft nur eine einzige Inventarnummer vergeben wurde, täuscht die Zählung mit etwa 385.000 Exemplaren. Die tatsächliche Zahl wird auf mehr als eine Million Sammelobjekte geschätzt.
Es ist der Hauptteil des Museum of Applied Arts & Sciences (MAAS) in Sydney.

## Geschichte
Das Museum geht auf die erste internationale Ausstellung Australiens im Jahr 1879 zurück. Damals wurde innerhalb von acht Monaten der Garden Palace im botanischen Garten in Sydney errichtet, in dem die Ausstellung stattfand. Nach deren Beendigung kaufte die Regierung zahlreiche Glanzstücke der Ausstellung auf und schuf damit den Grundstock für das Technological Industrial and Sanitary Museum, das 1882 eröffnet werden sollte. Allerdings brannte kurz vor dem geplanten Termin der Garden Palace ab. Nach einigen Jahren in Behelfsräumen wurde 1893 ein Gebäude in der Harris Street bezogen. Die nun Technological Museum genannte Institution stand damit in unmittelbarer Nachbarschaft zum Sydney Technical College. 1945 wurde der Name in Museum of Applied Arts and Sciences geändert. 1979 wurde das leerstehende Kraftwerk übernommen, das sich ebenfalls in der Harris Street befand und einst für den Antrieb der Straßenbahn in Sydney gesorgt hatte. An dieses Bauwerk, das 1899 bis 1902 gebaut worden war, schloss der Architekt Lionel Glendenning das Wran Building an. 1988 bezog das Museum sein neues Domizil und trug fortan den derzeitigen Namen.

## Besondere Ausstellungsstücke

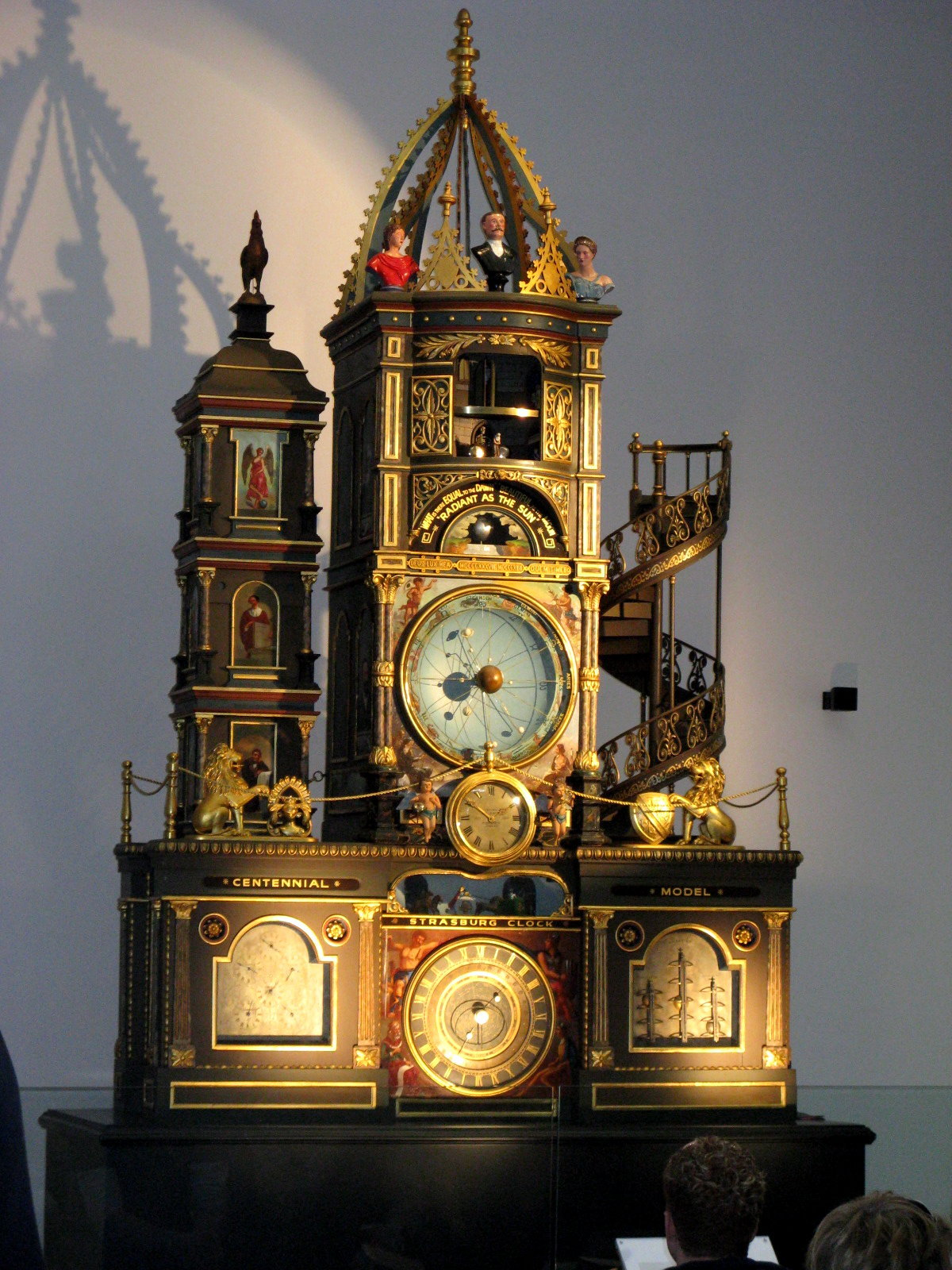
„The Strasburg“: Modell in Sydney…

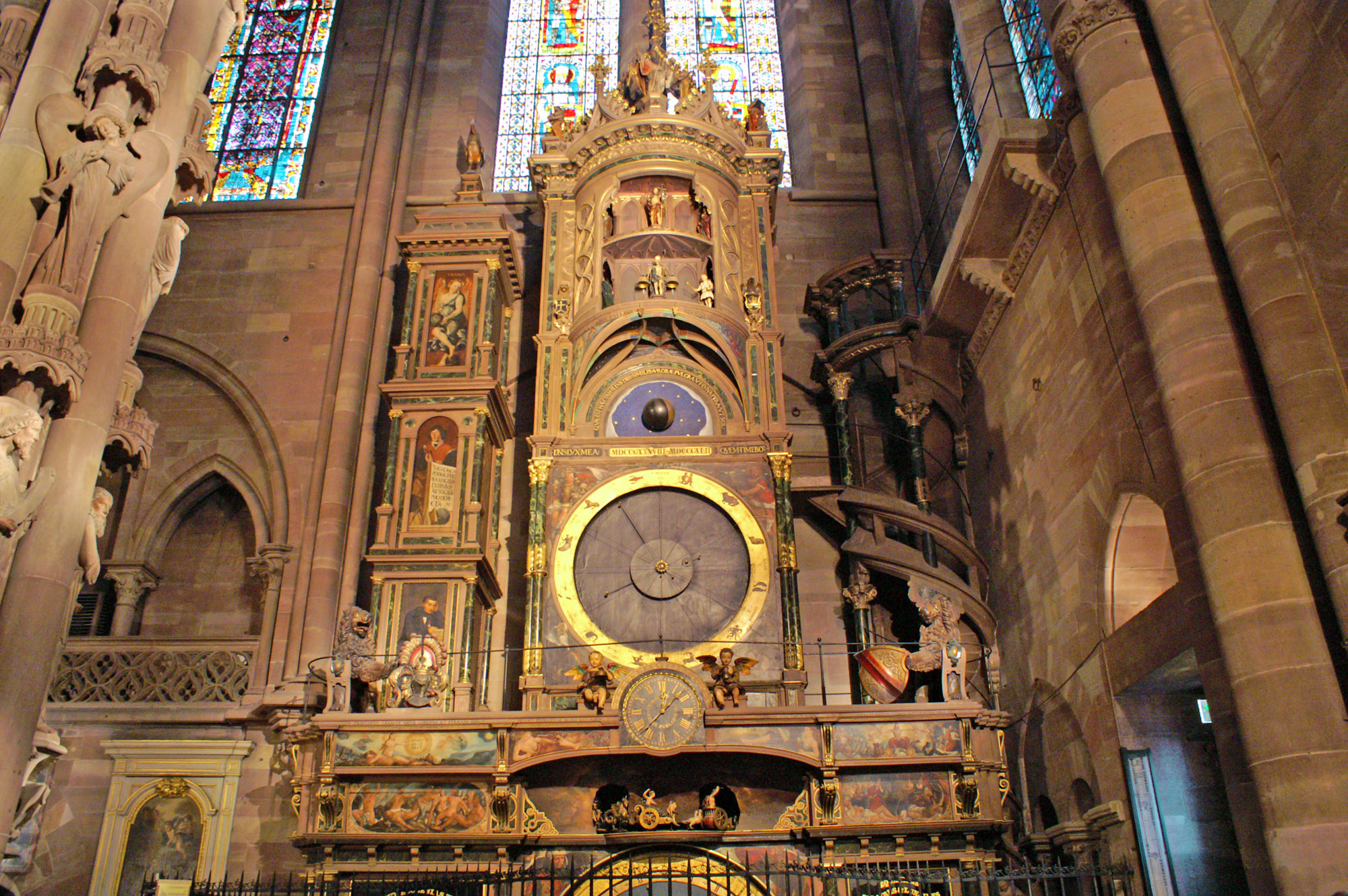
Und Original in Straßburg

Das Museum beherbergt die älteste erhaltene und einsatzfähige Dampfmaschine mit  Schwungrad und Planetengetriebe zur Wandlung der linearen Kolben- in eine Drehbewegung. Sie stammt von Boulton & Watt und wurde 1785 für eine Brauerei gebaut.
Die größten Ausmaße unter allen Ausstellungsstücken hat das Wasserflugzeug Frigate Bird II.
Als schwerstes Ausstellungsstück gilt die Dampflokomotive Nr. 3830 von den New South Wales Government Railways. Die Lokomotiven der 38er-Klasse wurden während des Zweiten Weltkriegs entwickelt und bis in die 1970er Jahre genutzt. Sie waren die letzten Dampflokomotiven für Personenzüge, die New South Wales Government Railways bauen ließen. Die Lok 3830 zog 1962 den ersten durchgehenden Zug des Spirit of Progress auf Normalspur.
Auch die erste Dampflokomotive, die in New South Wales fuhr, die 1854 von Robert Stephenson gebaute Lokomotive Nr. 1, befindet sich im Museum. Wahrscheinlich ist sie das einzige erhaltene Exemplar ihrer Reihe.
Außerdem sind Autos ausgestellt. Darunter befindet sich ein Sheffield-Simplex von 1913.
Ein Zuschauermagnet ist das 1887–1889 von Richard Bartholomew Smith (1862–1942) gebaute funktionstüchtige Modell der astronomischen Uhr im Straßburger Münster. Smith hatte das Original nie zu Gesicht bekommen, sondern arbeitete nur nach einer Beschreibung sowie einer Abbildung auf einer Postkarte. Er baute die Uhr für den Staat New South Wales zum hundertjährigen Bestehen.
Fünf Minuten vor der vollen Stunde präsentieren sich in dem Gehäuse ganz oben die zwölf Apostel, die das Vergehen der zwölf Stunden des Tages symbolisieren sollen. Wenn Petrus und Judas erscheinen, zeigt sich auch die Figur Satans im Fenster links neben der Jesusfigur. Beim Erscheinen Petri kräht außerdem der oben angebrachte Hahn dreimal. Zur Prozession der Apostel erklingt Dawn mantras von Ross Edwards.
Im Viertelstundentakt wechseln die Figuren der vier Lebensalter im Gehäuse darunter. Sie befinden sich über der Anzeige der Mondphasen und der Gezeiten. Unter dieser Anzeige wird die Position der Planeten gezeigt, darunter folgt das reguläre Zifferblatt.
Im Wochenrhythmus erscheinen in einer Öffnung unterhalb des Zifferblatts sieben Wagen, die von den Gottheiten gelenkt werden, nach denen die Wochentage benannt sind. Etwa um 16:10 Uhr kommt jeweils der Wagen des kommenden Tages in Sicht.
Darunter ist die große astronomische Anzeige, die den aktuellen Stand von Sonne, Mond und Sternen zeigt. Außerdem wird die Lokalzeit von sechs wichtigen Städten der Welt angezeigt.
Das Gehäuse der Uhr ist mit verschiedenen allegorischen Figuren geschmückt. Auch die Porträts von Nicolaus Copernicus und Jean Baptiste Schwilgué, der die Straßburger Uhr restaurierte, sind darauf zu sehen.
Der Computerhistoriker Allan G. Bromley überließ dem Museum einen Großteil seiner Sammlung zur Computergeschichte.